# Propuesta de anexión de Santo Domingo
La propuesta anexión de Santo Domingo fue un intento de tratado durante la última etapa de la Reconstrucción, con precedentes bajo administraciones anteriores, pero reiniciado por el presidente de los Estados Unidos Ulysses S. Grant en 1869, para anexar Santo Domingo (como se conocía comúnmente a la República Dominicana ) como territorio de los Estados Unidos, con la promesa de una eventual condición de Estado. presidente temía que alguna potencia europea pudiera apoderarse del país insular, infringiendo la soberanía y los intereses estratégicos de la nación.  Doctrina Monroe. En privado pensaba que la anexión sería una válvula de escape para los afroamericanos que enfrentaban persecución Estados Unidos, aunque no lo mencionó en sus declaraciones oficiales. Grant consideraba que la adquisición de Santo Domingo podría contribuir a la erradicación de la esclavitud en Cuba y regiones. La iniciativa de anexar Domingo formaba parte de una estrategia más amplia de política exterior de Estados Unidos en la era de la Reconstrucción, que abarcaba la exploración de nuevos mercados en el Caribe canalizar la creciente producción industrial de las compañías estadounidenses. La abundancia de recursos naturales en la isla la transformó en un objetivo atractivo para los intereses comerciales de Estados Unidos, impulsando su búsqueda de expansión económica en la región.
En 1869, el presidente Grant encomendó a su secretario privado, Orville E. Babcock, y a Rufus Ingalls la tarea de negociar un tratado de anexión con el presidente de la República Dominicana Buenaventura Báez. El secretario de Estado Hamilton Fish redactó un tratado que incluía la anexión del propio país y la compra de la bahía de SamanáPor dos millones de dólares estadounidenses, se incluyó y fue respaldada por Grant la disposición de que la República Dominicana podría solicitar la condición de estado.
El proceso de anexión generó controversia: los opositores, el senador Charles Sumner y el senador Carl Schurz,El tratado fue fuertemente criticado por sus opositores, quienes lo denunciaron como un acuerdo diseñado exclusivamente para beneficiar intereses privados tanto de Estados Unidos como de ciertos sectores en la isla, y para consolidar el poder político de Báez. Charles Sumner consideraba a Báez un tirano corrupto y sostenía que el uso de la Marina estadounidense por parte del presidente Ulysses S. Grant, con el fin de proteger a la República Dominicana de una posible invasión haitiana durante las negociaciones de anexión, era una acción ilegal.
Sumner argumentaba que los promotores de la anexión no se conformarían con Santo Domingo, sino que eventualmente buscarían controlar toda la isla, incluida Haití, una nación independiente de mayoría negra. Junto a Carl Schurz, Sumner también expresó su rechazo a que personas de raza mixta obtuvieran la ciudadanía estadounidense. Ambos utilizaron razonamientos racistas basados en una supuesta conexión entre raza y clima: sostenían que la incorporación de un territorio tropical como Santo Domingo sería perjudicial tanto para los anglosajones —que, según ellos, estaban adaptados a climas templados— como para los habitantes negros de la isla, a quienes consideraban naturalmente aptos solo para regiones cálidas.
Báez, convencido de que la República Dominicana tendría mayores posibilidades de sobrevivir como parte de Estados Unidos, organizó un plebiscito para legitimar la anexión. protectorado estadounidense y podía vender una gama mucho más amplia de productos a Estados Unidos que los que se podían vender en los mercados europeos, registró unos improbablemente bajos 11 votos en contra de la anexión, en comparación con más de diez mil a favor de la anexión. La inestable historia del país fue una de invasiones, colonizaciones y conflictos civiles.
Finalmente, el tratado no consiguió los dos tercios de votos requeridos según la cláusula constitucional sobre tratados, ya que la votación terminó en empate. Para tratar de rescatar el proyecto de anexión, el presidente Grant envió una comisión especial —respaldada por el Congreso— que incluía representantes afroamericanos. Esta delegación llevó a cabo una investigación y presentó un informe positivo sobre la incorporación de la República Dominicana a los EE. UU. No obstante, el tratado fue rechazado por falta de respaldo más allá del entorno del presidente, y su fracaso fue un factor decisivo en la posterior fractura del Partido Republicano en dos corrientes enfrentadas durante las elecciones presidenciales de 1872 : los republicanos radicales (compuestos por Grant y sus leales) y los republicanos liberales (compuestos por Schurz, Sumner, Horace Greeley como candidato presidencial y otros opositores de Grant).

## Conflicto y lucha en Santo Domingo
En el momento en que se planteó la anexión, Santo Domingo llevaba décadas sumido en la inestabilidad, caracterizada por conflictos internos, golpes de Estado y ocupaciones foráneas. Durante el periodo de control haitiano, la población dominicana enfrentó políticas represivas que buscaron suprimir su identidad cultural y reemplazar el idioma español con el francés. Tras lograr su independencia en 1844, experimentaron períodos de gobierno tanto republicano como autoritario, caracterizados por élites políticas como Buenaventura Báez (que favorecía la anexión estadounidense) y Pedro Santana (que favorecía la anexión española). En 1861, el país fue ocupado por las fuerzas españolas, lo que desencadenó una brutal guerra de guerrillas por la independencia conocida como la Guerra de Restauración, que devastó la economía y la sociedad de la nación.
Tras la restauración de la república, el país vivió una etapa marcada por rivalidades políticas entre Buenaventura Báez y sus adversarios. Báez recurrió en varias ocasiones a la idea de incorporar el país a los Estados Unidos, como una vía para reforzar su autoridad, fortalecer la economía y garantizar defensa frente a Haití. Para ello, utilizó la agitación interna como argumento a favor de una intervención foránea, aunque muchos interpretaron esto como una maniobra para privilegiar su permanencia en el poder por encima del interés nacional.

## Propuesta de anexión

Amenazado por la invasión haitiana, el gobierno dominicano había solicitado ser anexado a los Estados Unidos durante la administración del presidente Andrew Johnson en 1867. Sin embargo, la negativa del Congreso significó que esto no supuso ningún avance. Además de la amenaza de Haití, que estaba presente desde la invasión de Toussaint Louverture en 1801, existía la amenaza de una revuelta interna debido a la tumultuosa política de Santo Domingo. Un reducido grupo de ciudadanos estadounidenses, como William Cazneau y Joseph Fabens, se estableció en Santo Domingo en los años 1850. Tras invertir en la región, llegaron a adquirir aproximadamente el 10 % de las tierras del país. Involucrados activamente en los asuntos políticos locales, temían que la inestabilidad del gobierno dominicano amenazara sus intereses económicos. Por esta razón, promovieron la anexión a los Estados Unidos y obtuvieron el respaldo del presidente Báez. No obstante, los esfuerzos de Báez por concretar la venta del territorio de la bahía y la península de Samaná a los Estados Unidos en 1868, sólo cuando Grant estaba en el poder Fabens logró asegurar el apoyo presidencial para la propuesta de una anexión más amplia.
Aunque en un principio Grant no estaba a favor de ampliar el territorio estadounidense, Fabens consiguió convencerlo de las ventajas que traería la anexión. Es posible que Grant considerara que un esfuerzo de anexión enfocado en el Caribe tendría mayores probabilidades de éxito que las fallidas iniciativas de expansión territorial impulsadas por presidentes anteriores sobre Santo Tomás y que tenía mayores posibilidades de éxito debido al control que su partido tenía sobre el Congreso y el Comité de Asuntos Exteriores en ambas cámaras.
En el año 1869, el presidente Grant comisionó a su asistente, el general Orville Babcock, para realizar una misión de reconocimiento en la República Dominicana. Su tarea consistía en examinar el potencial agrícola y mineral de la isla, así como evaluar la disposición del gobierno dominicano frente a una posible integración con los Estados Unidos. Esta misión contó con el respaldo del Secretario de Estado de ese entonces Hamilton Fish tenía temores sobre la raza en la República Dominicana y pidió a Babcock que recopilara información sobre las diferentes razas que vivían allí. En lugar de una autoridad diplomática oficial, Grant le dio personalmente a Babcock el estatus de agente especial con una carta de presentación para el presidente dominicano.
Grant temía que potencias europeas intentaran establecer su dominio sobre Santo Domingo y empleó la Doctrina Monroe como fundamento para justificar la anexión. Su interpretación de esta política coincidía con el propósito de resguardar los intereses de Estados Unidos frente a la influencia extranjera en el continente americano. No obstante, su planteamiento fue más ambicioso: mientras que versiones anteriores de la doctrina —desde su formulación en 1823— estaban dirigidas a excluir a Europa para preservar una economía esclavista, Grant aspiraba a usar la anexión como parte de un proyecto más amplio para fomentar la libertad en la región.

La importante posición de la República Dominicana

## El aspecto racial del argumento

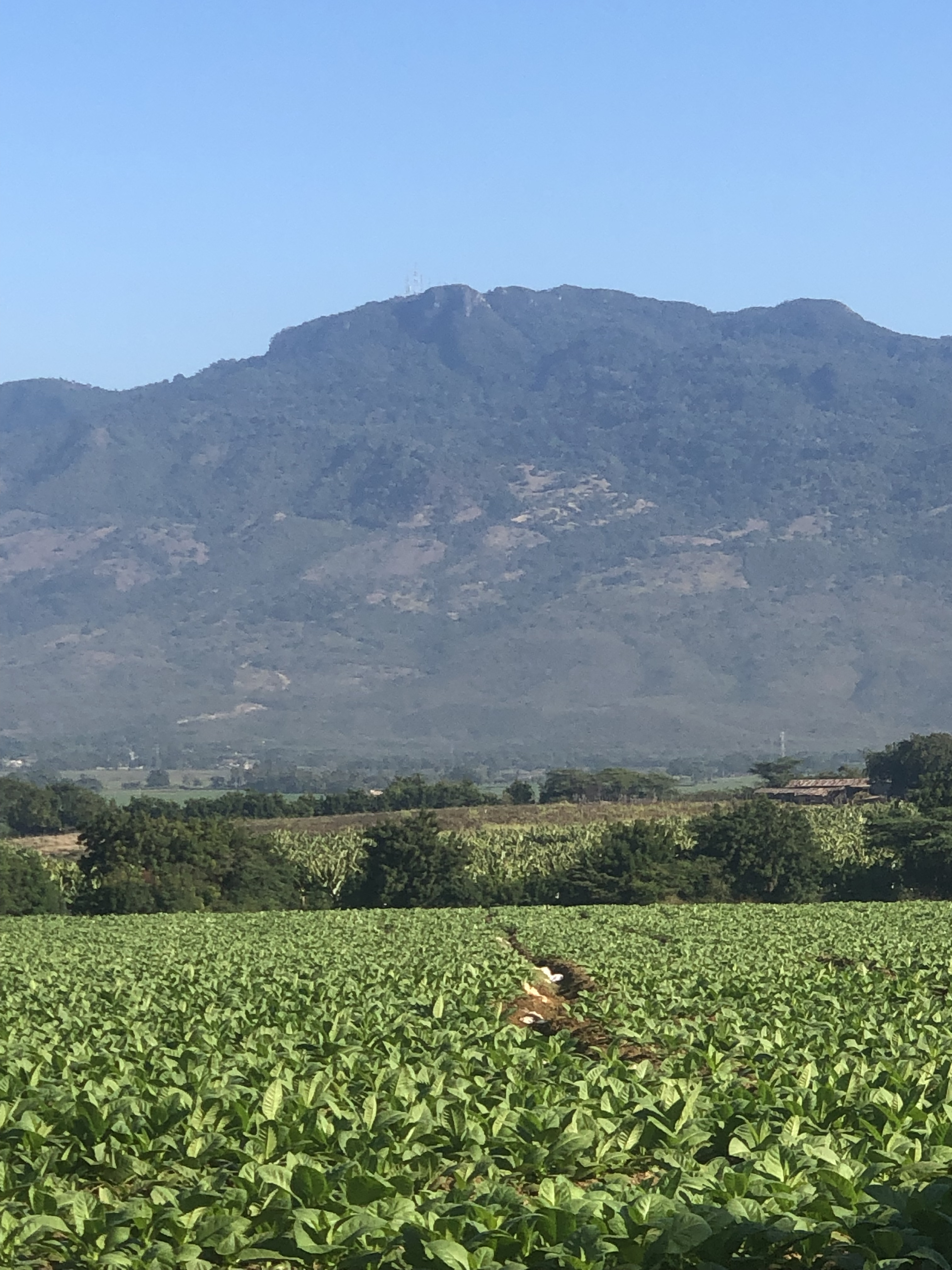
Una plantación de tabaco dominicana

La propuesta de anexión fue al mismo tiempo reforzada y obstaculizada por las ideas de la supremacía blanca. En los Estados Unidos posteriores a la Guerra Civil, el concepto de Destino Manifiesto, la expansión territorial había comenzado a incluir regiones más allá del continente americano. Sin embargo, numerosos senadores y ciudadanos blancos se oponían firmemente a integrar poblaciones racialmente diversas dentro del país. Temían que esto debilitara el predominio del voto blanco, alterara el orden social establecido y asociaban a estas comunidades con una supuesta degeneración moral.
Más allá de la importancia estratégica de establecer una estación carbonera, Grant vio en los recursos naturales de la República Dominicana una oportunidad para albergar una migración a gran escala de afroamericanos provenientes del sur de Estados Unidos. Su intención era que este movimiento favoreciera tanto a los migrantes como a la isla y al propio país, ya que disminuiría el riesgo de conflictos raciales, supliría mano de obra calificada en el Caribe y ofrecería nuevas posibilidades de vida a millones de personas afrodescendientes. recientemente emancipados en el sur de Estados Unidos abandonar el racismo y la pobreza del Sur de la posguerra y comenzar su propia nación republicana bajo la guía de Estados Unidos. En su último discurso anual a la nación en 1876, Grant dijo que la anexión habría elevado las fortunas materiales y políticas de millones de afroamericanos. Su movimiento masivo a Santo Domingo habría hecho a los afroamericanos “dueños de la situación, al permitirles exigir [sus] derechos en casa so pena de encontrarlos en otro lugar”.
Grant estaba convencido de que, al aplicar el poder económico y los avances tecnológicos de Estados Unidos para transformar Santo Domingo en un gran centro de producción de cultivos tropicales como el azúcar y el tabaco, se lograría disminuir la necesidad de importar estos productos desde regiones esclavistas como Cuba y Brasil, contribuyendo así al desmantelamiento gradual del sistema esclavista en el continente americano.

Aunque el presidente Grant argumentó que su propuesta de anexar Santo Domingo tenía fines éticos —como salvaguardar a la población dominicana, fortalecer la Doctrina Monroe y ofrecer un lugar seguro para los afroamericanos perseguidos durante la era de la Reconstrucción— varios historiadores han puesto en duda estos motivos. Para ellos, dicho discurso encubría inquietudes subyacentes sobre la mezcla racial y el deseo de preservar la hegemonía blanca.

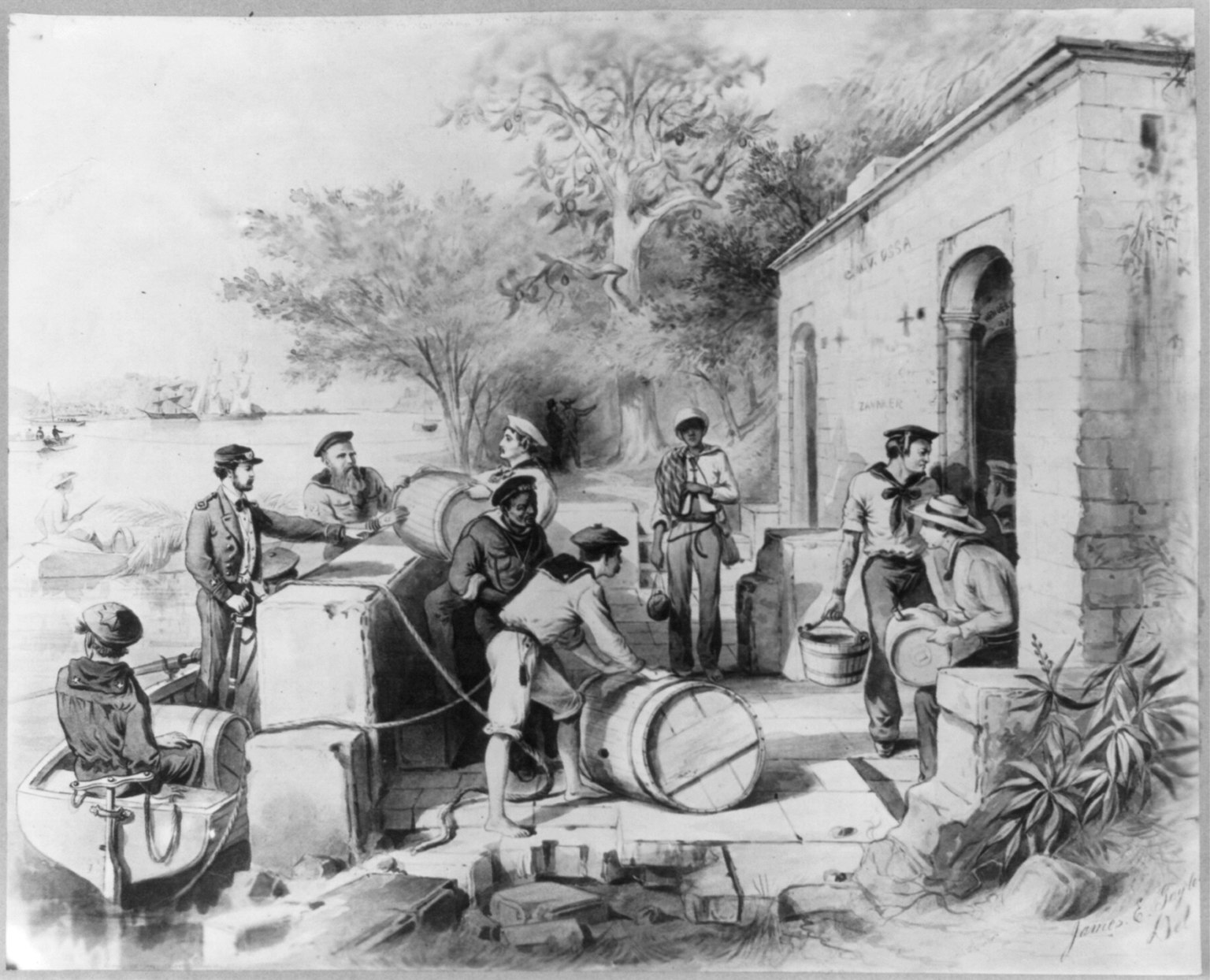
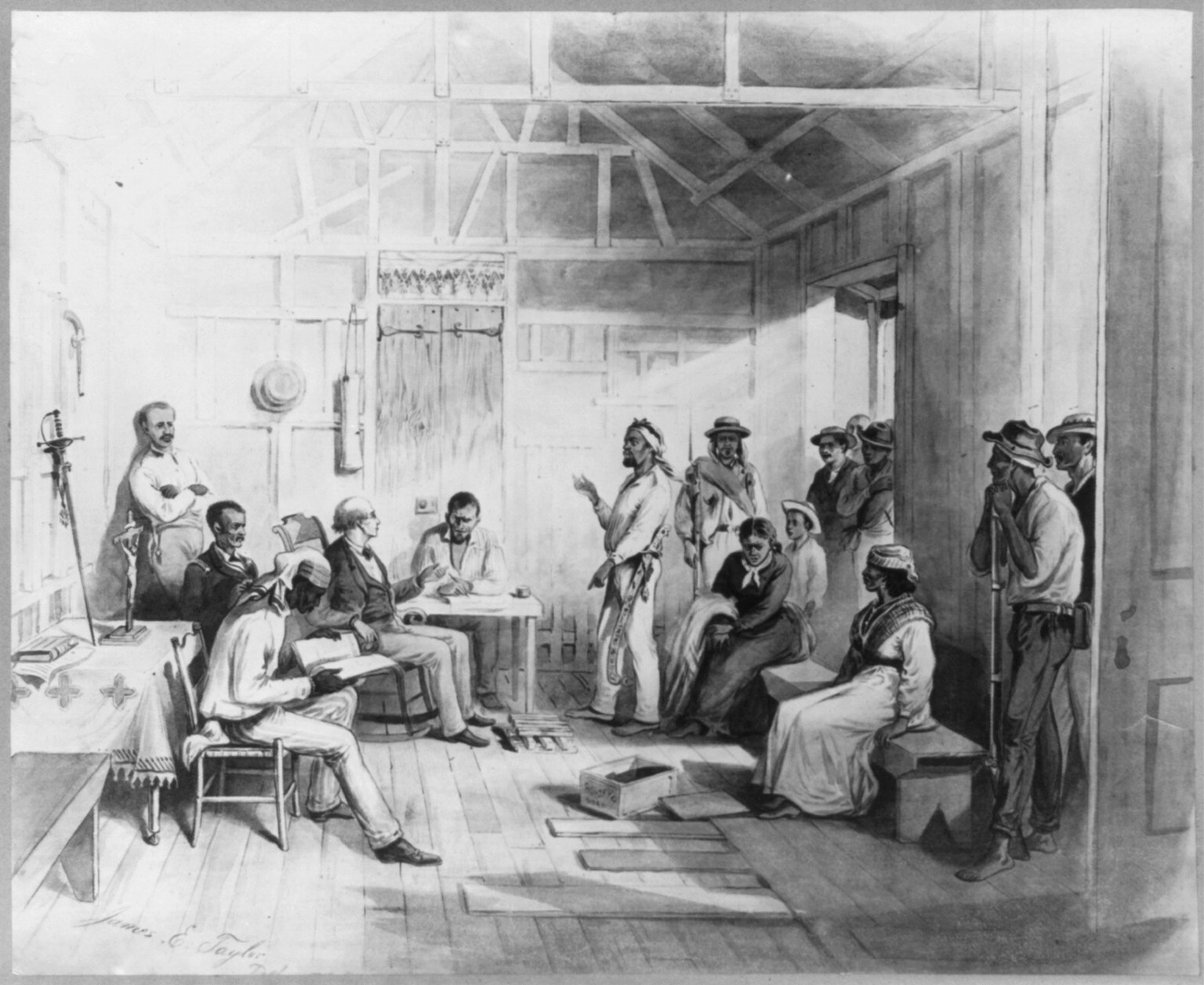
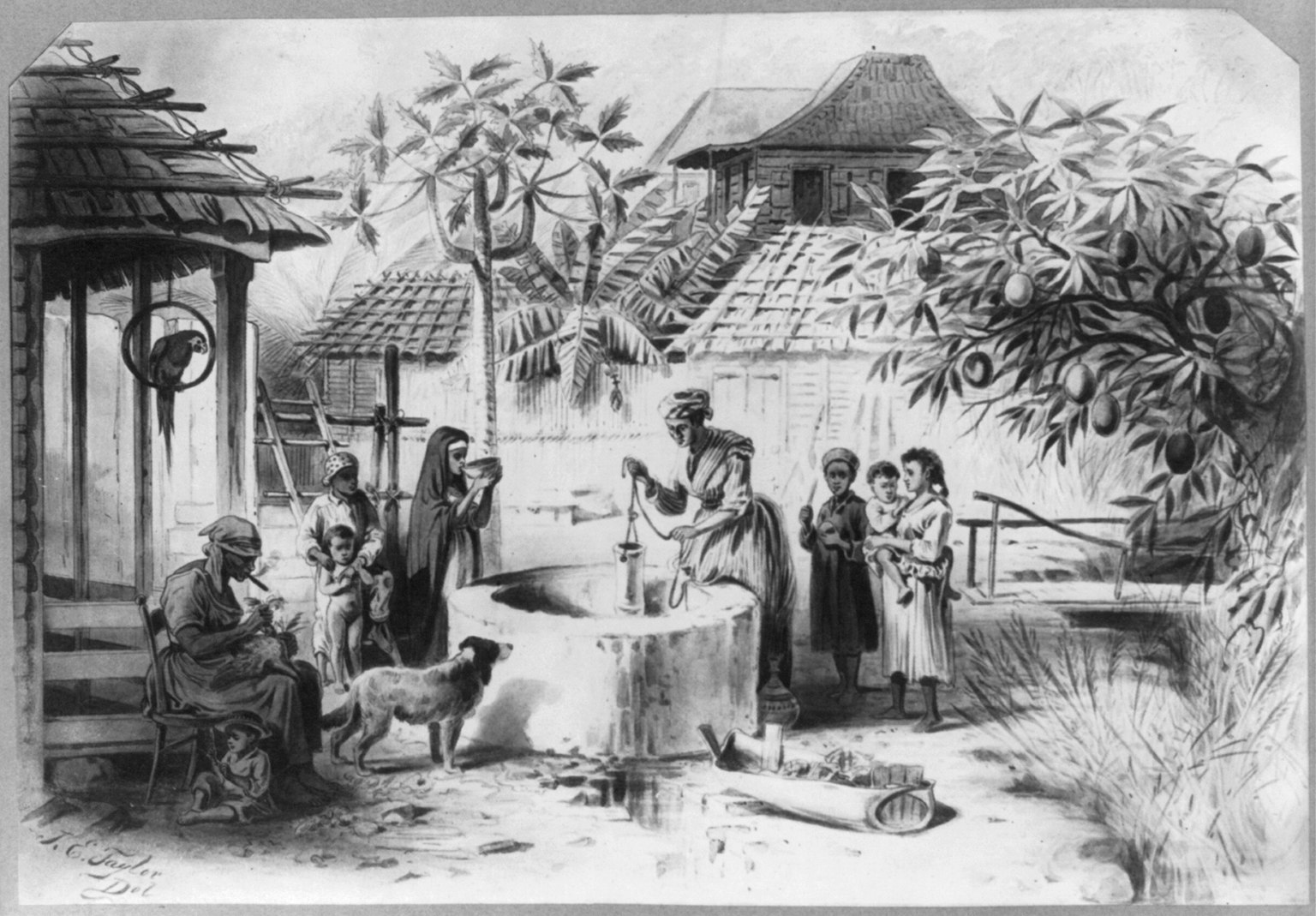
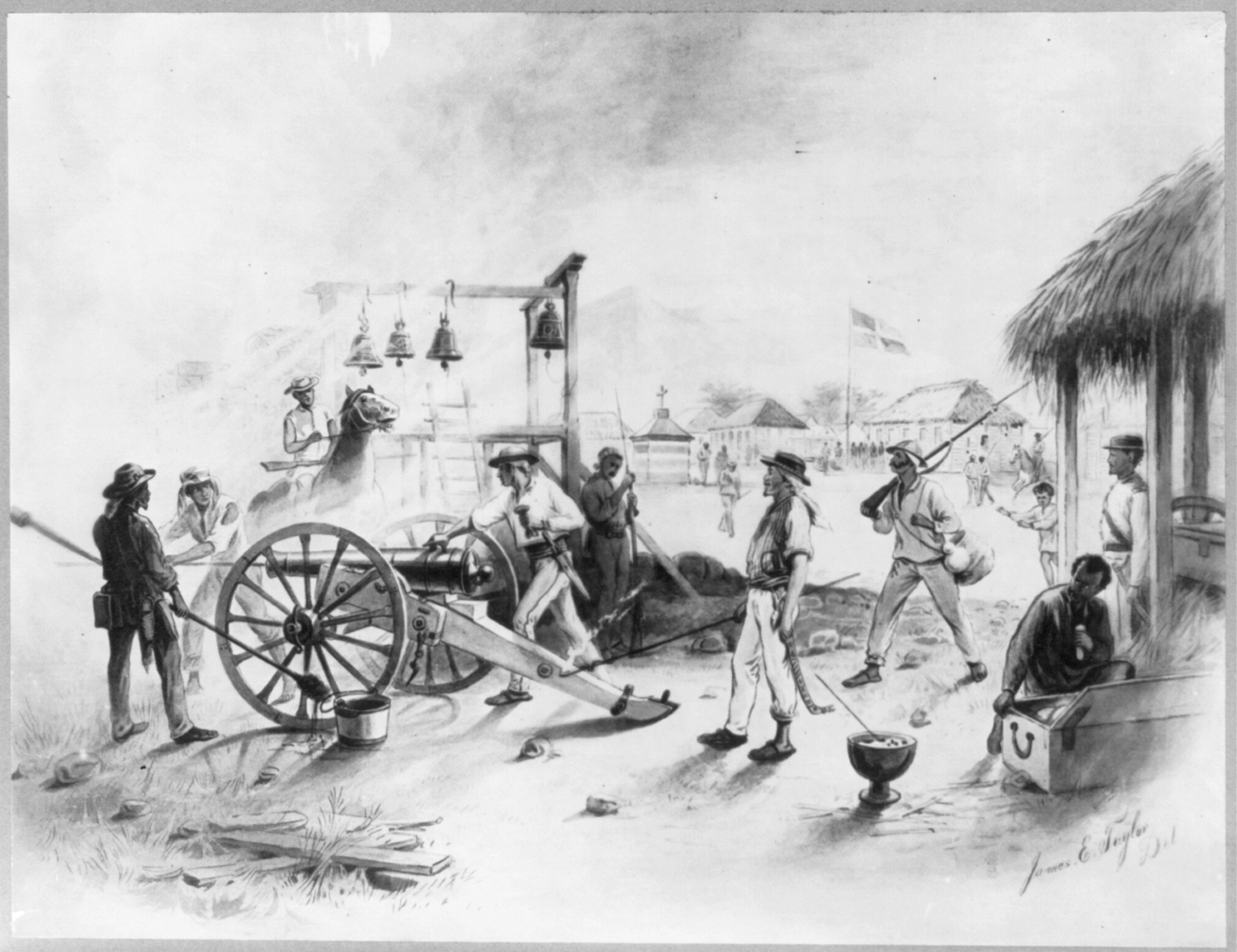

En su documento titulado Razones por las que Santo Domingo debería ser incorporada a los Estados Unidos, Grant sostenía que “el hombre negro no será plenamente aceptado hasta que otro ocupe su lugar. Sin embargo, con un refugio como Santo Domingo, sus capacidades podrían pronto ser reconocidas, lo que lo motivaría a permanecer. Y si, por designio divino, ambas razas no estuvieran destinadas a convivir, entonces hallaría un nuevo hogar en las Antillas.” 
La válvula de escape de la emigración afroamericana que describe Grant en sus escritos potencialmente indica que la anexión fue influenciada por un Destino Manifiesto evolucionado, que justificaba el expansionismo estadounidense como una misión civilizadora para exportar valores angloamericanos a naciones subdesarrolladas incapaces de autogobernarse. Sin embargo, Nicholas Guyatt sostiene que el proceso de anexión debería verse en un contexto más complejo y no como un plan racista más similar a los esfuerzos anteriores de la American Colonization Society. Se debatió la posibilidad de anexar Santo Domingo como un nuevo estado dentro de la Unión. Los defensores de esta propuesta sostenían que la incorporación traería consigo una considerable migración de población blanca hacia el Caribe. Afirmaban, además, que la medida no debía interpretarse como un intento de expulsar o desplazar a la población afroamericana, sino como una oportunidad de expansión geopolítica y económica para Estados Unidos.